# Марк Гемілл
Марк Річард Гемілл (англ. Mark Richard Hamill; нар. 25 вересня 1951, Окленд, Каліфорнія, США) — американський актор. Його найвідоміша роль — джедай Люк Скайвокер в кіноепопеї «Зоряні війни». Після цих фільмів Гемілл успішно працював на Бродвеї, займався озвученням мультфільмів та відеоігор (див. «Full Throttle»), а також створенням коміксів. Зокрема, широко відомий тим, що озвучував Джокера в мультсеріалах та іграх про Бетмена у період 1992–2011 рр.

## Біографія
Марк Річард Гемілл народився 25 вересня 1951 року в Окленді, штат Каліфорнія, у родині Вірджинії Сюзанн та Вільяма Томаса Гемілла, капітана ВМС США. Марк був четвертою дитиною з семи. Родина часто переїжджала від Каліфорнії до Нью-Йорка та Японії. Після того як Гемілл закінчив середню школу за кордоном, його сім'я повернулася до США. Він вступив до міського коледжу Лос-Анджелеса, де вивчав драматичне та театральне мистецтво.
Невдовзі як молодий актор телебачення дебютував у «Шоу Білла Косбі» (1970), а потім з'явився в таких серіалах, як «Сімейка Партрідж» (1971), «Кеннон» (1971) і «Нічна галерея» (1972). Також у 1972 році Гемілл отримав повторювану роль Кента Мюррея в «Головному госпіталі». Граючи другорядні ролі в телефільмах і серіалах, у 1976 році Гемілл отримав одну з головних ролей у новій сімейній драмі під назвою «Вісім — достатньо». Але актор покинув серіал, щойно він вийшов на екрани.
Ще до виходу в ефір пілотного епізоду «Вісім — достатньо», Гемілл отримав роль Люка Скайвокера в науково-фантастичній епопеї Джорджа Лукаса «Зоряні війни», що вийшла в прокат у 1977 році. Фільм раптово зробив зірками всіх виконавців головних ролей. Продовження — «Імперія завдає удару у відповідь» (1980) і «Повернення джедая» (1983) сприяли тому, що Гемілл став міцно асоціюватися з «Зоряними війнами».
У 1978 році Марк Гемілл одружився з Марілу Йорк. У них троє дітей: Нейтан, Гріффін і Челсі.
Хоча 1980-ті та 1990-ті роки не були дуже успішними для Гемілла як актора фільмів і телебачення, він став працювати в озвучуванні. Такі мультсеріали, як «Бетмен: Мультсеріал» (1992—1994), «Супермен» (1997) і «Справжні пригоди Джонні Квеста» (1996—1997) продемонстрували нова грань його таланту. Гемілл переважно озвучував лиходіїв.
До 2014 року він зіграв і озвучив понад 250 ролей і повернувся в ролі Скайвокера в «Зоряні війни: Пробудження сили» (2015). З'явившись лише наприкінці «Пробудження сили», Скайвокер Гемілла, готувався до більшої ролі в фільмі «Зоряні війни: Останні джедаї» (2017).
Протягом усієї своєї подорожі Джокером у Хемілла був один постійний партнер — актор озвучування Бетмена Кевін Конрой. На жаль, Конрой помер у 2022 році та розмовляючи з виданням Empire Magazine, Хемілл розповідає, що не вірить, що повернеться в ролі Джокера після смерті свого давнього друга та співробітника.
Гемілл сумнівається, що він коли-небудь знову візьме на себе манію Джокера без Конроя, щоб торгувати з ним – він каже, що це все одно йшло в цьому напрямку. «Вони дзвонили і казали: «Вони хочуть, щоб ти зіграв Джокера», і моє єдине питання було: «Кевін Бетмен?» Якби вони сказали «так», я б сказав: «Я згоден». Ми були як партнери. Ми були як Лорел і Харді. Без Кевіна, здається, для мене не буде Бетмена».

### Письменницька діяльність
Гемілл є співавтором "Чорної перлини", міні-серії коміксів, опублікованої видавництвом Dark Horse Comics. Він написав вступ до книги "Бетмен: Загадковий дволикий", яка перевидає різні історії про Загадкового та Дволикого, щоб пов'язати їх з "Бетменом назавжди". Він також написав кілька історій для Simpsons Comics, в тому числі "Катастрофа в замінних Спрінгфілдах!", яка пародіює "Кризу на нескінченних землях" DC, а також посилається на кілька інших класичних коміксів.

## Благодійність
У вересні 2022 року став амбасадором фандрейзингової платформи United24, що збирає кошти для підтримки України в війні проти Росії.
25 березня 2023 року відбувся розіграш плакатів з підписом Марка Гемілла. Завдяки всім учасникам вдалося зібрати понад 300 000 $ на 15 розвідувальних дронів RQ-35 Heidrun.
18 серпня 2024 року разом з Тімоті Снайдером розпочав спільний збір коштів «Безпечна земля» на 30 роботів-розміновувачів для України. 

## Фільмографія
- 1977 — Зоряні війни. Епізод IV. Нова надія / Star Wars Episode IV: A New Hope
- 1978 — Літо в пошуках «Корвета» / Corvette Summer
- 1978 — Зоряні війни: Святковий спецвипуск / The Star Wars Holiday Special
- 1980 — Зоряні війни. Епізод V. Імперія завдає удару у відповідь / Star Wars Episode V: The Empire Strikes Back
- 1983 — Зоряні війни. Епізод VI. Повернення джедая / Star Wars Episode VI: Return of the Jedi
- 1990 — Нічний попутник / Midnight Ride
- 1991 — Гайвер / Guyver
- 1992—1994 — Бетмен: Анімаційні серії / Batman: The Animated Series
- 1993 — Мішки для трупів / Body Bags
- 1993 — Той, що біжить в часі / Time Runner
- 1995 — Прокляте селище / Village of the Damned
- 2006 — Дивна качка / Queer Duck: The Movie
- 2007 — Досягти Терри / Battle for Terra
- 2012 — Суші гьол / Sushi Girl
- 2015 — Зоряні війни: Пробудження Сили / Star Wars: The Force Awakens
- 2015 — Звичайне шоу в кіно / Regular Show: The Movie (мультфільм)
- 2017 — Ведмідь із Бріґсбі / Brigsby Bear
- 2017 — Зоряні Війни: Останні Джедаї / Star Wars: The Last Jedi
- 2019 — Дитячі ігри / Child's Play
- 2019 — Зоряні війни: Скайвокер. Сходження / Star Wars: The Rise of Skywalker
- 2021 — Невразливий / Invincible
- 2023 — Падіння дому Ашерів / The Fall of the House of Usher
- 2024 — Дикий робот / The Wild Robot
- 2024 — Життя Чака / The Life of Chuck
- 2025 — Довга хода / The Long Walk